# Luc Vinet
Pour les articles homonymes, voir Vinet.
 (décembre 2022).
Luc Vinet, né le 16 avril 1953 à Montréal, est un physicien et mathématicien québécois. Il exerce les fonctions de recteur de l'Université de Montréal entre 2005 et 2010 et est présentement Directeur général de l'Institut de valorisation des données (IVADO), depuis août 2021.

## Biographie
Après avoir obtenu un doctorat de troisième cycle en physique théorique à l’université Pierre-et-Marie-Curie en 1979, il obtient un doctorat en physique théorique de l'université de Montréal en 1980. Sa thèse est rédigée sous la direction de Pavel Winternitz et John Harnad. S’ensuivent des études postdoctorales au Massachusetts Institute of Technology (MIT).
En 1982, Luc Vinet revient à l’université de Montréal comme chercheur boursier universitaire du Conseil de recherches en sciences naturelles et en génie du Canada (CRSNG). Il est affilié au département de physique, où il est éventuellement nommé professeur et titularisé en 1992.
Luc Vinet dirige le Centre de recherches mathématiques (CRM) de l’université de Montréal de 1993 à 1999. Le financement du CRM double sous sa gouverne et le Centre s’impose comme l’un des trois principaux instituts nationaux en sciences mathématiques.
En 1999, à titre de directeur du CRM, Luc Vinet constitue le Réseau de centres d’excellence MITACS (mathématiques des technologies de l’information et des systèmes complexes) en collaboration avec les deux autres instituts mathématiques canadiens, le Fields Institute à Toronto et le Pacific Institute for Mathematical Sciences (PIMS). Ce nouveau réseau reçoit une subvention initiale de 14,7 millions de dollars du CRSNG. Les projets du MITACS visent à permettre l'élaboration de modèles et de technologies dans des domaines qui revêtent une importance clé, notamment les énergies de remplacement, l'imagerie sismique, la lutte contre la propagation des maladies infectieuses et les changements climatiques. Les programmes de MITACS servent aujourd’hui de modèles de partenariats université-industrie.
Luc Vinet est de plus à l’origine de la création de plusieurs autres réseaux majeurs de recherche au Québec et au Canada. En 1996, il rallie sous une seule bannière les forces vives de la recherche quantitative en fondant le Réseau de calcul et de modélisation mathématique (RCM2), qu’il préside jusqu’en 1999. Ce réseau fédère sept grands centres de recherche montréalais, à savoir : le Centre de recherches mathématiques (CRM), le Centre de recherche en calcul appliqué (CERCA), le Centre interuniversitaire de recherche en analyse des organisations (CIRANO), le Centre de recherche sur les transports (CRT), le Groupe d'études et de recherche en analyse des décisions (GERAD), le Centre de recherche informatique de Montréal (CRIM) et l'Institut national de la recherche scientifique - Énergie, matériaux et télécommunications (INRS-EMT). Ce réseau offre à une vingtaine d’entreprises partenaires un guichet unique d’expertise dans le domaine du calcul et de la modélisation. Au moment de sa création, le RCM2 est le seul réseau au Canada, et l’un des premiers au monde, à établir un pont entre les mathématiciens et les entreprises.
Luc Vinet fonde également le Laboratoire universitaire Bell (LUBE) en 1997, l’un des deux premiers laboratoires de recherche multimédia au Canada, et le Réseau québécois de calcul de haute performance (RQCHP). Celui-ci offre une infrastructure de calcul scientifique de haute performance (CHP) et un service d'analyse et de formation. En 2000, il met également sur pied le consortium Laval-UQAM-McGill-Est du Québec (CLUMEQ), un centre de calcul scientifique qui met à la disposition des chercheurs des outils de calcul et de l’assistance technique.
En 1999, Luc Vinet se joint à l’université McGill où il exerce la fonction de Provost et Vice-President Academic, c'est-à-dire vice-recteur exécutif et vice-recteur aux études. Il est de plus professeur titulaire au département de physique ainsi qu'au Département de mathématiques et de statistique de l'Université McGill.
En 2004, c’est à son initiative que les universités et le gouvernement du Québec mettent sur pied l’organisme Génome Québec, un organisme de recherche en génomique et en protéomique, aujourd’hui classé parmi les plus grands centres mondiaux dans le secteur de la recherche en génomique.
Luc Vinet est nommé au poste de recteur de l’Université de Montréal en 2005 dans la controverse. Au cours de son mandat, le rang de l’établissement progresse de manière significative dans plusieurs classements internationaux reconnus. Il pilote en outre le développement d’un nouveau campus universitaire sur le site de la gare de triage Outremont, acquis en 2006. 
En 2013, il devient Directeur du Centre de recherche en mathématiques (CRM) qu'il dirigera jusqu'en 2021.
Puis, Luc Vinet succède à Gilles Savard, en août 2021, à titre de Directeur général d'IVADO, un institut de valorisation des données créé en 2015. 

## Contributions scientifiques
Luc Vinet a fait plusieurs découvertes importantes dans des domaines aussi variés que la théorie de jauge, les supersymétries, l’algèbre quantique, les fonctions spéciales, les systèmes intégrables et la combinatoire algébrique.
Les premières contributions de Luc Vinet à la physique théorique remontent aux années 1980. Étudiant au doctorat, il s’intéresse aux solutions symétriques des équations de Yang-Mills et amorce alors une collaboration féconde avec les mathématiciens John Harnad et Steven Shnider. Ensemble, ils formulent la théorie des champs de jauge invariants. Un quart de siècle plus tard, cette contribution aux théories de jauge est toujours utilisée, en particulier dans la réduction dimensionnelle des théories unifiées des forces fondamentales.
Au milieu des années 1980, Luc Vinet oriente ses travaux vers l’étude des symétries nouvelles, l’un des thèmes récurrents de sa production scientifique. Avec son collègue Eric D’Hoker, aujourd’hui affilié à l'Université de Californie à Los Angeles (UCLA), il est le premier à déterminer les supersymétries de différents systèmes quantiques dans une série d’articles qui deviennent des classiques.
À compter de 1991, Luc Vinet est l’un des pionniers, avec Roberto Floreanini, de l’interprétation algébrique des q-fonctions spéciales à l’aide des groupes quantiques. Il propose notamment la première analyse systématique des symétries des équations aux différences finies.
L’une des contributions les plus originales et les plus spectaculaires de Luc Vinet à la physique théorique et aux mathématiques est la démonstration qu’il fait, en 1995, de la conjecture de MacDonald et Stanley. En étudiant la dynamique d’un système quantique à plusieurs corps décrit par le modèle Calogero-Sutherland, Luc Vinet et son doctorant Luc Lapointe, aujourd'hui professeur agrégé à l'Université de Talca (Chili), trouvent de nouveaux résultats sur les polynômes de Jack, qui interviennent de manière importante en combinatoire algébrique. Ce faisant, il parvient à prouver la conjecture de MacDonald et Stanley, qui décrit la composition desdits polynômes. Cette percée majeure ouvre de nouvelles perspectives de recherche dans le domaine de la combinatoire algébrique et figure parmi les 10 découvertes de l’année 1995 établies par le magazine Québec Science.
Luc Vinet est l'auteur ou le coauteur de dix livres et de plus de 350 articles scientifiques largement cités. Il siège aux conseils de nombreux organismes, dont Montréal International, la Chambre de commerce du Montréal métropolitain, la Conférence des recteurs et des principaux des universités du Québec et la Fondation Fulbright Canada-États-Unis.

## Postes universitaires en qualité de professeur invité
- Professeur invité à l’Université catholique de Louvain (1980-1982)
- Chercheur invité au Massachusetts Institute of Technology (MIT) (1987)
- Professeur invité à l'université de Californie à Los Angeles (UCLA) (1989-1990)
- Professeur invité à l'Université Jiao Tong de Shanghai (2013)
- Chaire des professeurs à l'Université Jiao Tong de Shanghai (2014-2017)
- Chercheur invité du CNRS à l'Université François Rabelais de Tours (2017)
- Chercheur invité du CNRS à l'Université Savoie-Mont-Blanc (2018)
- Chercheur invité à l'Université Savoie-Mont-Blanc (2021)
- Chercheur invité du CNRS à l'Université de Tours (2021)
- Membre affilié de Perimeter Institute (2021-)

## Distinctions
- Membre honoraire de la Golden Key International Honour Society (en)[4] (2002)
- Doctorat honoris causa de l’Université Claude Bernard de Lyon (2006)
- Officier de l’ordre des Palmes académiques de France (2009)
- Prix du Québec Armand-Frappier[5] (2009)
- Prix CAP-CRM 2012[6]
- Membre de la American Mathematical Society (2017)[7]
- Membre de la Société Royale du Canada (2018)[8]
- Membre de la Société Mathématique du Canada (2019)[9]
- Membre de l'Ordre du Canada (2021)[10]
- Prix Acfas Urgel-Archambault (2022)[11]